# ピードモント・トライアド
ピードモント・トライアド（Piedmont Triad）は、アメリカ合衆国ノースカロライナ州中北部、ピードモント台地上に広がる都市圏。グリーンズボロ、ウィンストン・セーラム、およびハイポイントを中心として形成されている。単にトライアド（Triad）とも呼ばれる。10郡にまたがるこの広域都市圏はグリーンズボロ・ハイポイント都市圏とウィンストン・セーラム都市圏のほか、バーリントン都市圏、およびマウントエアリー小都市圏から成っており、その総面積は12,909km2（4,984mi2）におよぶ。人口は1,589,200人（2010年国勢調査）で、ノースカロライナ州では第3の人口規模である。
このピードモント・トライアドと混同されやすいものに、州都ローリー、ダーラム、チャペルヒルを中心として広がっている州第2の都市圏、リサーチ・トライアングル（正式名称: ローリー・ダーラム・ケーリー広域都市圏）がある。リサーチ・トライアングルはピードモント・トライアドの東に隣接しているが、それぞれの首位都市であるグリーンズボロとローリーは約126km離れている。

## 構成する郡と人口
ピードモント・トライアド（グリーンズボロ・ウィンストン・セーラム・ハイポイント広域都市圏）を形成する各郡の人口は以下の通りである（2010年国勢調査）。
| 都市圏/小都市圏                    | 郡               | 州                 | 人口        |
| ---------------------------------- | ---------------- | ------------------ | ----------- |
| グリーンズボロ・ハイポイント都市圏 | ギルフォード郡   | ノースカロライナ州 | 488,406人   |
| グリーンズボロ・ハイポイント都市圏 | ランドルフ郡     | ノースカロライナ州 | 141,752人   |
| グリーンズボロ・ハイポイント都市圏 | ロッキンガム郡   | ノースカロライナ州 | 93,643人    |
| グリーンズボロ・ハイポイント都市圏 | 小計             | 小計               | 723,801人   |
| ウィンストン・セーラム都市圏       | フォーサイス郡   | ノースカロライナ州 | 350,670人   |
| ウィンストン・セーラム都市圏       | デイビッドソン郡 | ノースカロライナ州 | 162,878人   |
| ウィンストン・セーラム都市圏       | ストークス郡     | ノースカロライナ州 | 47,401人    |
| ウィンストン・セーラム都市圏       | デイビー郡       | ノースカロライナ州 | 41,240人    |
| ウィンストン・セーラム都市圏       | ヤドキン郡       | ノースカロライナ州 | 38,406人    |
| ウィンストン・セーラム都市圏       | 小計             | 小計               | 640,595人   |
| バーリントン都市圏                 | アラマンス郡     | ノースカロライナ州 | 151,131人   |
| マウントエアリー小都市圏           | サリー郡         | ノースカロライナ州 | 73,673人    |
| 合計                               | 合計             | 合計               | 1,589,200人 |

なお、ピードモント・トライアド地域委員会（PTRC）およびピードモント・トライアド・パートナーシップは、アメリカ合衆国国勢調査局による定義に含まれる上記10郡に、北東に隣接するキャスウェル郡、および南に隣接するモンゴメリー郡の2郡を加えた12郡をピードモント・トライアド地域の範囲として定義している。これら2郡は、国勢調査局による都市圏の定義では、どの都市圏にも含まれていない。

## 註
1. 1 2  American FactFinder. U.S. Census Bureau. 2011年.
2. ↑  From Greensboro, NC to Raleigh, NC. Yahoo! Driving Directions.
3. ↑  OMB BULLETIN NO. 10-02: Update of Statistical Area Definitions and Guidance on Their Uses Archived 2012年3月16日, at the Wayback Machine.. Office of Management and Budget. 2009年12月1日. （PDFファイル）
4. ↑  Welcome to the Piedmont Triad Region of NC! Piedmont Triad Regional Council.
5. ↑  Piedmont Triad Map. Piedmont Triad Partnership.